# تيري مارسيل
تيري مارسيل (بالإنجليزية: Terry Marcel)‏ هو مخرج بريطاني، ولد في 10 يونيو 1942 في أكسفورد في المملكة المتحدة.

## وصلات خارجية
- تيري مارسيل على موقع IMDb (الإنجليزية)
- تيري مارسيل على موقع ألو سيني (الفرنسية)
- تيري مارسيل على موقع أول موفي (الإنجليزية)
- تيري مارسيل على موقع قاعدة بيانات الأفلام السويدية (السويدية)
- تيري مارسيل على موقع قاعدة بيانات الفيلم (الإنجليزية)
- تيري مارسيل على موقع كينوبويسك (الروسية)